# 南サヴォ県
南サヴォ県（みなみサヴォけん、フィンランド語: Etelä-Savo、スウェーデン語: Södra Savolax）は、フィンランドの行政区。
北に北サヴォ県、東に北カルヤラ県、南に南カルヤラ県、キュメンラークソ県、南西にパイヤト＝ハメ県、北西に中部スオミ県と接する。
県庁はミッケリ。1.8万平方km程度の面積があり、人口はおよそ14万人。
伝統州のサヴォ南部を県域としている。県南西部のごく一部地域はハメとカルヤラの各伝統州の州域である。
南サヴォ県はフィンランド南部の湖沼地区の中心となっており、サイマー湖は特に有名である。県の中心的な町はミッケリとサヴォンリンナ。一見したのみでは、北サヴォとの県章の違いがわかりづらいが、矢の向きが違う。

## 自治体
県下には3つの郡があり、その下に14の自治体がある。（2013年1月、リスティーナ（Ristiina）はミッケリに、ケリマキ（Kerimäki）とプンカハルユ（Punkaharju）はサヴォンリンナに併合された。）
| ミッケリ郡: - ヒルヴェンサルミ (Hirvensalmi) - カンガスニエミ (Kangasniemi) - ミッケリ (Mikkeli) - マントゥハルユ(Mäntyharju) - ペルトゥンマー(Pertunmaa) - プーマラ(Puumala) | ピエクサマキ郡: - ヨロイネン(Joroinen) - ユヴァ(Juva) - ピエクサマキ(Pieksämäki) | サヴォンリンナ郡: - エノンコスキ(Enonkoski) - ヘイナヴェシ(Heinävesi) - ランタサルミ(Rantasalmi) - サヴォンリンナ(Savonlinna) - スルカヴァ(Sulkava) |  |

## 政治
2011年のフィンランド総選挙の結果は以下のようになる。
- フィンランド中央党  26.8%
- フィンランド社会民主党  24.0%
- 真のフィンランド人  20.5%
- 国民連合党  14.1%
- 緑の同盟  7.5%
- キリスト教民主党  4.5%
- 左翼同盟  2.2%